# ジャック・エバンス
ジャック・エバンス（Jack Evans、1982年4月2日 - ）は、アメリカ合衆国のプロレスラー。
本名、ジャック・エドワード・ミラー（Jack Edward Miller）、カリフォルニア州ファウンテン・バレー出身。

## 来歴
2000年10月22日PWFのタイガー・レディング戦にてデビュー。その後、テッド・ハートと意気投合し、ROHなど様々なインディー団体を転々とする。
2004年TNAに参戦。5月には初来日を果たす。この当時はBBバンプなる覆面レスラーだった。
2005年12月23日、DRAGON GATEに初登場。ロドリック・ストロングと組んでB×Bハルク＆スペル・シーサーと対戦。重力を感じさせない跳躍力と華麗なスピードでファンの心を掴む。
以降はDRAGON GATEに準レギュラーとして出場し、超国際派ユニットとして生まれ変わったBlood GenerationのメンバーとしてCIMA、ドン・フジイと行動する。
2006年8月20日にオープン・ザ・トライアングル・ゲート王座決定リーグ戦を制し、CIMA、B×Bハルクとオープン・ザ・トライアングル・ゲート王座を獲得する。
2007年2月に来日した際、自分の知らないところでBlood Generationが解散していたことを知り激怒。CIMAと仲違いし、さらにDRAGON GATEからの離脱も示唆していたが、3月の後楽園ホール大会でDr.マッスルに変装し、まさかのマッスル・アウトローズ入りをするが、2か月後の5月11日の後楽園大会においてNEW HAZARDに助っ人という形で加入。7月には新日本プロレスに出場、鷹木信悟と組んで望月成晃、神田裕之組と対戦。
2008年、AAAと契約して入団。
2010年6月、AAA世界クルーザー級王座を戴冠。10月にプロレスリング・ノアに初参戦し、第4回日テレ杯争奪ジュニアヘビー級タッグリーグ戦にエクストリーム・タイガーと組んで出場した。
2019年5月、オール・エリート・レスリングと契約。

## その他
- CIMAとMID BREATH（DRAGON GATEの選手が通うジム）に訪れたとき、体を鍛えずにバック転の練習のみをして帰宅したらしい。
- 入場ではリング内でブレイクダンスのウィンドミルをするのが定番となっている。
- DRAGON GATEでは初の外国人王者（オープン・ザ・トライアングル・ゲート王座）である。
- 試合中に日本語で『イチバーン』『アイシテル、ニホン』『バカヤロー』などファンにアピールすることがある為、自身が親日家である事が窺える。

## 得意技
630°セントーン
トップコーナーから前方1+3/4回転（計630度）してセントーンを放つ。初の実用化に成功したとも言われる。場外へ飛んだり、スワンダイブ式やケージトップからも飛んだことがある。
コークスクリュー630°
半捻りしてからの630°（フェニックス・スプラッシュから更に180度回転してセントーン）。
DRAGON GATEでは不死鳥魂という技名で使用。
オーデ・トゥ・ブリッツクリーク
WCWで活動していたレスラーであるブリッツクリークに対する尊敬を込めた技。スタンディング360°シューティング・スター・プレス → コークスクリュー・セントーンに繋ぐコンビネーション技。
エバンス・ドライバー
腕を取ってハンマーロックにした状態から仕掛けるみちのくドライバーII。
スタンティン101
2回転式ムーンサルト。ラ・ケブラーダの要領でトップロープを踏んで場外に飛ぶ。ケージトップから敢行したこともある。
カミカゼ・ダマシイ
逆さ押さえ込みをして、さらに相手の上にブリッジをして押さえ込む。
シューティング・スター・プレス
スカイ・ツイスター・プレス
フィッシャーマンズ・バスター

## タイトル歴
AAA
- AAA世界タッグチーム王座 : 1回

w / エクストリーム・タイガー
- AAA世界クルーザー級王座 : 1回

DRAGON GATE
- オープン・ザ・トライアングルゲート王座 : 1回

w / CIMA & B×Bハルク
PWG
- PWG世界タッグチーム王座 : 1回

w / ロデリック・ストロング
- DDT4優勝 : 1回（2008年）

w / ロデリック・ストロング
JAPW
- JAPWタッグチーム王座 : 1回

w / テディ・ハート
AWAワシントン
- AWAワシントンヘビー級王座 : 1回

PWU
- PWUジュニアヘビー級王座 : 1回